# Leányfalu
Leányfalu ist eine ungarische Gemeinde im Kreis Szentendre im Komitat Pest.

## Geografische Lage
Leányfalu liegt am Donauknie 27 Kilometer nördlich von Budapest. Nachbargemeinden sind Tahitótfalu, Pócsmegyer, Szentendre und Pilisszentlászló.

## Geschichte
Leányfalu war bereits im Altertum besiedelt. Um 106 n. Chr. wurde das Dorf von den Römern erobert und Teil der Provinz Pannonia. Kaiser Valentinian I. ließ hier einen römischen Militärstandort (Burgus Leányfalu) zum Schutz des hier verlaufenden Limes Pannonicus errichten. Zur Zeit der Völkerwanderung wurde der Ort im 5. Jahrhundert zerstört und erst wieder durch die Árpáden wiederbesiedelt. 1407 wurde Leányfalu als Leanfalva erstmals urkundlich erwähnt. In Folge der Türkenkriege wurde der Ort erneut zerstört und kam nach der Osmanischen Besatzung Ungarns in den Besitz der Adelsfamilie Esterházy. Anfang des 19. Jahrhunderts bestand der Ort nur aus ein paar Weinkellern, einer Kneipe, einer Poststation und einem Fähranleger, bis sich ab 1860 zahlreiche Künstler und Großbürger aus Budapest hier ansiedelten. 1892 wurde hier die römisch-katholische St.-Anna-Kirche im Neugotischen Stil errichtet. Nachdem Ende des Jahrhunderts eine Reblausepidemie den zuvor blühenden Weinanbau zerstörte, und viele Winzer ihre Weinberge verkauften, siedelten sich erneut eine Welle von Bürgern in Leányfalu an, die am Fuße der Weinberge große Villen errichteten. Zu den neuen Bewohnern gehörten nun auch Zsigmond Móricz und Miklós Radnai. Nach dem Zweiten Weltkrieg löste sich Leányfalu 1949 von Pócsmegyer und wurde zur eigenen Gemeinde. Zur Zeit der Volksrepublik wurden die meisten Villen enteignet, und ab den 1960er Jahren zahlreiche Wochenendhäuser in Leányfalu errichtet.

## Einwohner
Die Einwohnerzahl von Leányfalu ist stetig wachsend. Seit 1990 (1590 Einwohner) verdoppelte sie sich bis 2007 (3159 Einwohner). 2021 lebten hier 3946 Personen. Bei der Volkszählung 2011 gaben 83,5 % an Magyaren zu sein. Danach folgen als größte Minderheit Deutsche mit 1,9 %. Gleichzeitig waren 34,7 % römisch-katholisch, 12,5 % reformiert, 1,1 % evangelisch, 1 % griechisch-katholisch und 0,2 % jüdisch. 17 % bezeichneten sich als Atheisten, 31,5 % machten keine Angabe.

## Sehenswürdigkeiten
- Burgus Leányfalu, römischer Wachturm
- Heimatmuseum (Helytörténeti Múzeum)
- Reformierte Kirche, erbaut 1812
- Römisch-katholische Kirche, erbaut 1935
- Sankt Stephans-Denkmal
- Schloss Halász, erbaut im Stil des Neobarock in den 1930er Jahren
- Vörösmarty-Statue, erbaut zum 200. Geburtstag des Dichters im Jahr 2000

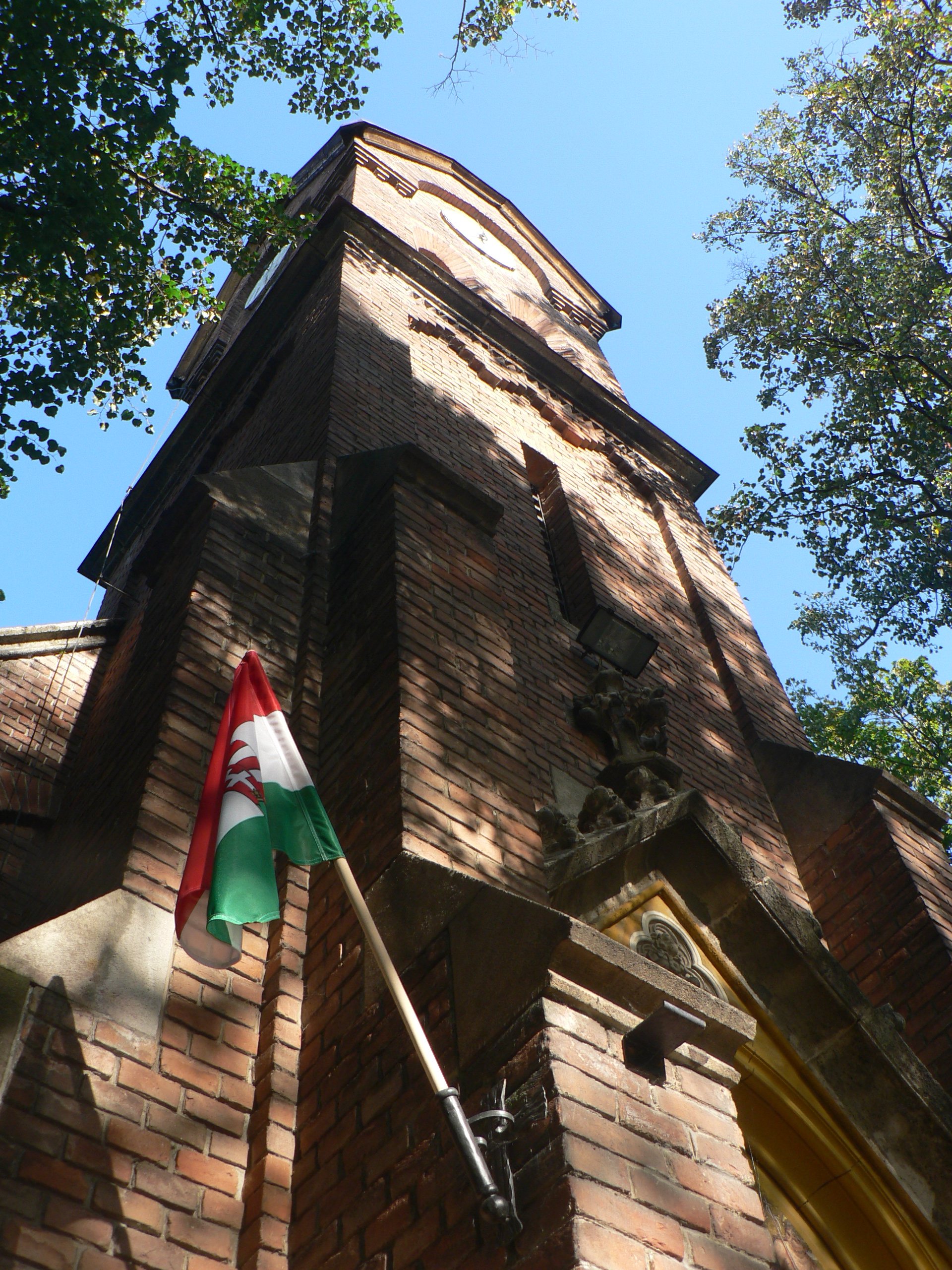
Römisch-katholische Kirche
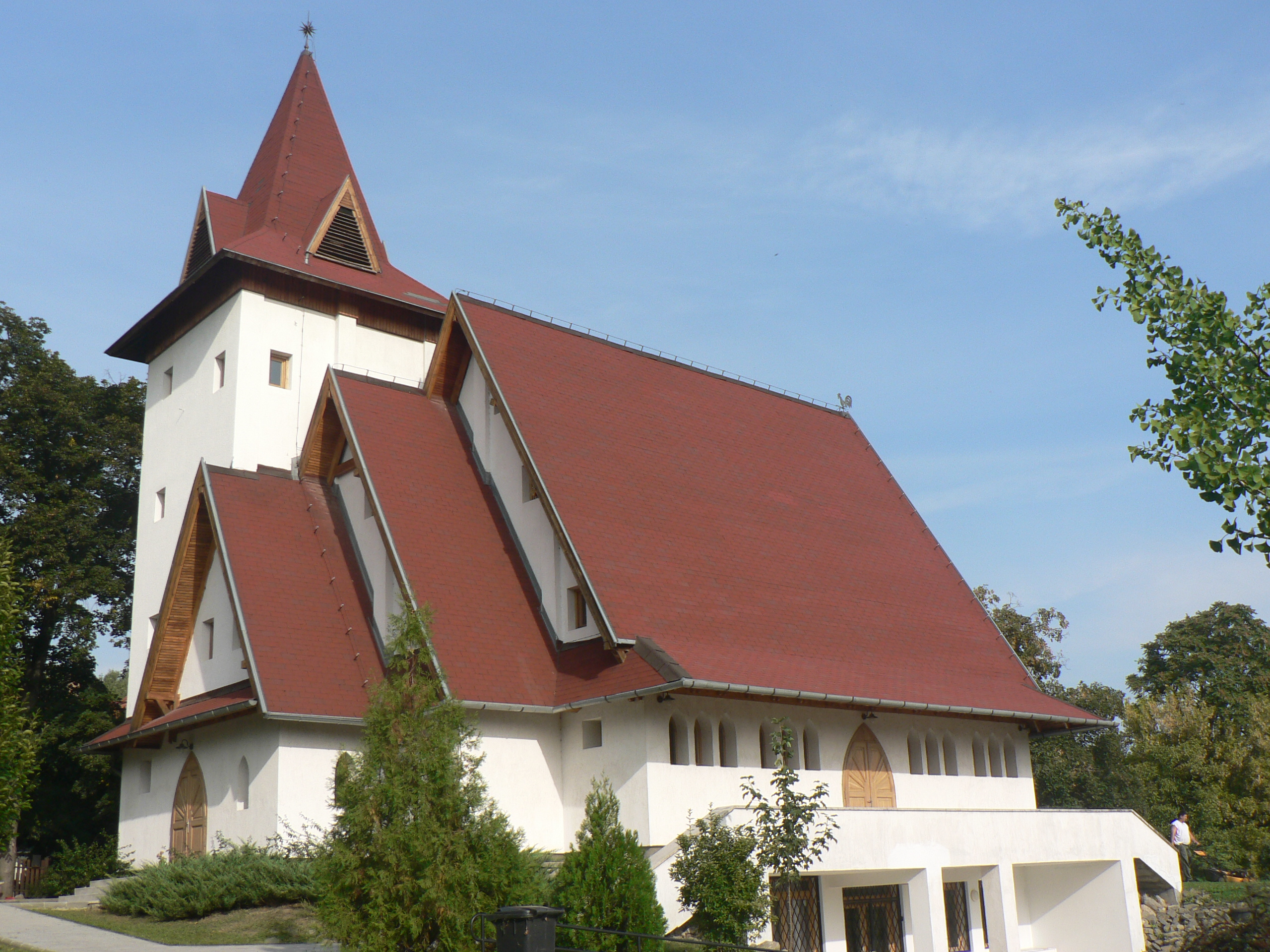
Reformierte Kirche
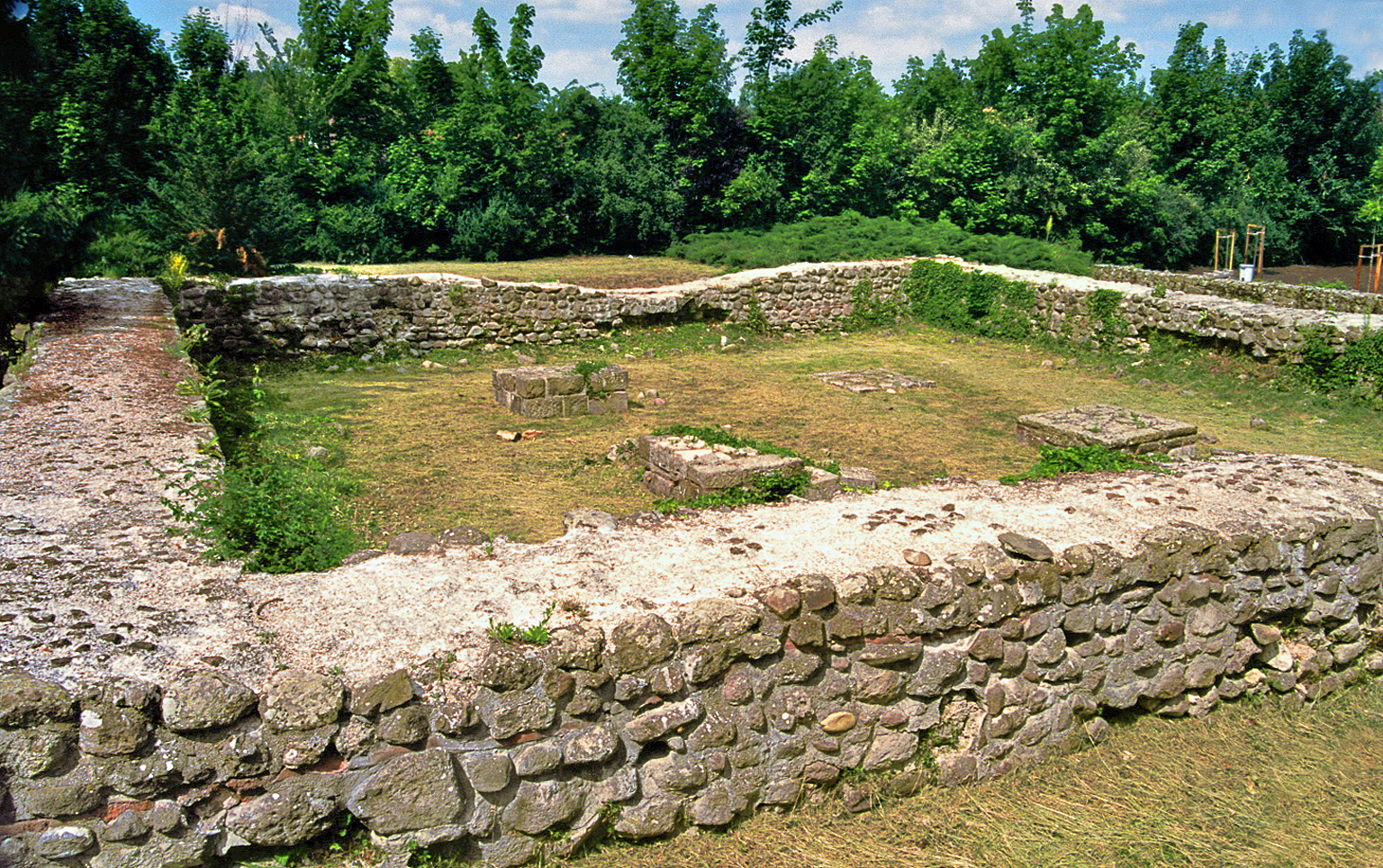
Burgus Leányfalu
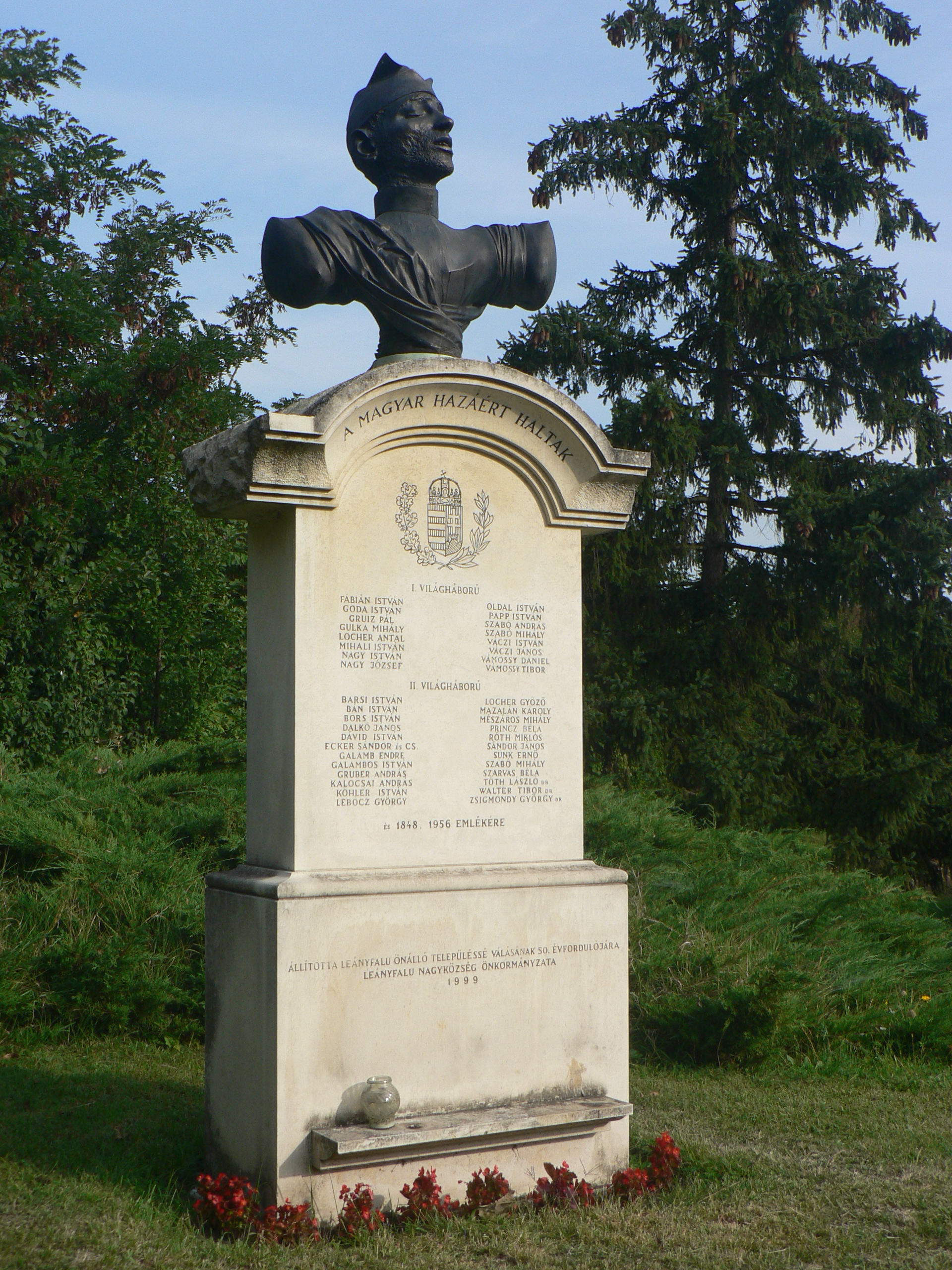
Denkmal der Gefallenen der Weltkriege
Heimatmuseum
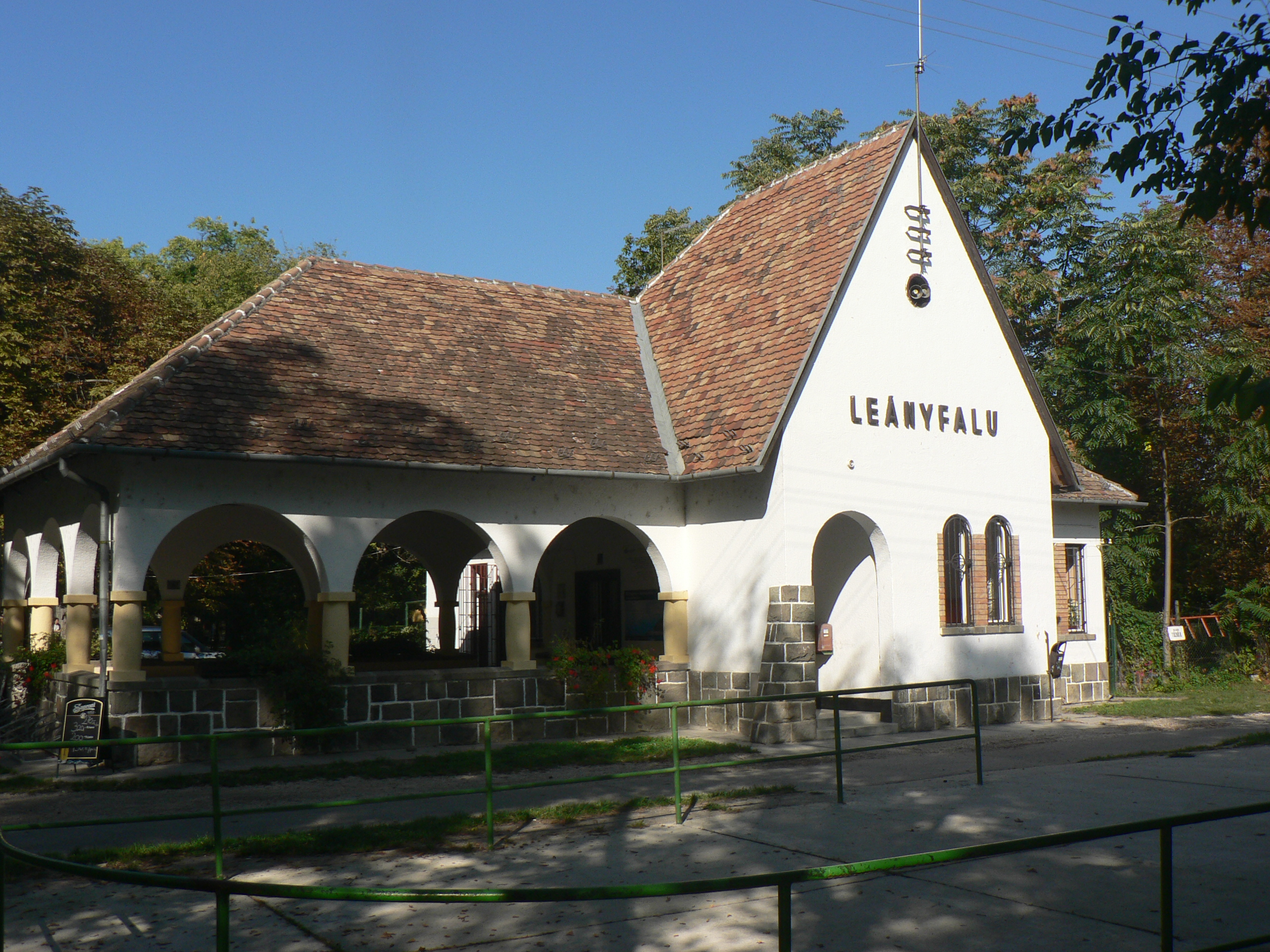
Fähranlegehäuschen

## Städtepartnerschaften
- Penzing (Deutschland, Bayern), seit 2001
- Huedin (Rumänien), seit 2008
- Csetfalva (Ukraine)

## Verkehr
Durch Leányfalu verläuft die Hauptstraße Nr. 11. Der nächstgelegene Bahnhof befindet sich in Szentendre. Am gegenüberliegenden Donauufer verläuft die Autobahn M2.